# Benetton B199
Der Benetton B199 war der Formel-1-Rennwagen von Benetton Formula für die Saison 1999, der an allen 16 Rennen der Saison teilnahm.

## Technik und Entwicklung

### Technische Leitung
Der technische Direktor für die Entwicklung war Pat Symonds. Ihm unterstanden Nick Wirth für die Konstruktion sowie Jean-Claude Migeot und James Allison für die aerodynamische Form des Wagens. Weitere Designer für den Wagen waren Martin Tolliday, Andy Moss sowie Andy Whymer und der zuständige Getriebe-Ingenieur war Dace Wass.

### Motor, Getriebe und Fahrwerk
Es wurde in vielen Bereichen technologische Fortschritte erzielt. Motor war der FB01-V10-Saugmotor von Playlife mit einem Hubraum von 2.997 cm³ und einem Zylinderbankwinkel von 71°. Dies war praktisch der Renault RS9 aus dem Jahr 1997, welcher zu der Zeit von Supertec weiter entwickelt und gewartet wurde. Er leistete im Rennmodus bei 16.800/min ungefähr 559 kW (750 PS) und im Qualifyingmodus bei 17.000/min 582 kW (780 PS). Damit erreichte der Wagen bis zu 340 km/h.
Das in Kooperation mit Xtrac entwickelte Halbautomatikgetriebe hatte sechs Gänge und es wurde dazu ein neues Doppelkupplungsgetriebe entwickelt, welche sich jedoch im Saisonverlauf als fehleranfällig herausstellte. Weitere Probleme waren die weiterentwickelten aerodynamischen Teile, da diese für zusätzliches Gewicht sorgten. Durch den veränderten Schwerpunkt wurde die Bodenhaftung negativ beeinflusst und der Wagen verlor so jeden erhofften Leistungszugewinn. Für die Aufhängung wurde vorne sowie hinten eine Doppelquerlenkerachse mit innenliegenden Federn und Stoßdämpfern, betätigt über Schubstangen, verwendet.

### Front-Torque Transfer System
Revolutionär in dieser Saison war ein neues System mit dem Namen Front-torque transfer system. Diese neue Technik, zusammen mit Xtrac und GKN entworfen, befand sich in der Nase des Wagens und verband beide Vorderräder mittels einer Antriebswelle und eines flüssigkeitsbetriebenen Sperrdifferentials zusammen. Dadurch konnte der Fahrer während des Rennens die Bremskräfte optimal balancieren und so vor Kurven später bremsen und in den Kurven den Wagen auch besser stabilisieren. Auf die Idee kamen die technischen Ingenieure, weil die Boliden übermäßig viel übersteuerten. Der kurveninnere Reifen neigte nämlich sehr schnell zum Blockieren, durch die verringerte Reibung verpasste der Fahrer dann den Scheitelpunkt der Kurve und verlor wertvolle Zeit. Mittels der Antriebswelle verteilte man auf den kurveninneren Reifen Drehmoment und brachte ihn dadurch zum weiteren rotieren. Allerdings hat dieses Verfahren auch seine Tücken, so war das ganze System relativ schwer und sperrig.
Diese Technik sollte ursprünglich schon 1998 verwendet werden, doch bedingt durch die kurze Zeit für den Einbau in die bereits entwickelte Konstruktion der Nase hätte der Wagen die Crashtest-Bestimmungen nicht bestanden. Für die Saison 1999 wurde das System von Konstruktionsbeginn weg mit in die Nase miteinbezogen. Während der Saison wollten einige Teams dieses System verbieten lassen, da es wie ein Antiblockiersystem agiere und dieses nicht erlaubt sei.  Williams hingegen gab zu, dass sie selbst bereits Pläne zu einer ähnlichen Technik hätten.
Dieses System, 2004 von BAR mittlerweile perfektioniert, wurde zwar zunächst von der FIA erlaubt, jedoch 2004 schlussendlich für illegal erklärt. Heute sind solche Systeme unter dem Namen Active Yaw bzw. Torque Vectoring, zu Deutsch Drehmomentverteilung, bekannt.

## Renngeschichte
Vier Jahre nach dem Abgang von Michael Schumacher und Ross Brawn versuchte Benetton immer noch an die Saisonen 1994 und 1995 anzuschließen. Der Wagen wurde erst sehr spät fertiggestellt, da man die letzten aerodynamischen Bauteile im neuen Windkanal testen wollte. Am 16. Januar 1999 wurde in Enstone, Benettons Hauptquartier, der B199 der Weltöffentlichkeit präsentiert. Der Chefdesigner Nick Wirth meinte in einem Interview, dass das Grundkonzept des neuen Wagens als „mutig“ angesehen werden kann und dass er in der Entwicklung viel aggressiver als beim B198 voranging.
Beim Saisonstart in Australien konnte Benetton direkt mit dem vierten Platz durch Fisichella die ersten Punkte erfahren. Wurz schied mit einem Aufhängungsdefekt aus. Im ersten Saisondrittel konnten noch konstant Punkte gesammelt und in Kanada sogar ein zweiter Platz erreicht werden, doch dann ging es mit der Leistung bergab. Einzig Wurz erzielte bei seinem Heimrennen in Österreich mit dem fünften Platz noch Weltmeisterschaftspunkte. Negativer Tiefpunkt der Saison waren die Doppelausfälle in Italien und Europa hintereinander.
Schließlich belegte das Team mit 16 Punkten den sechsten Platz in der Teamwertung. Ein Grund für die mangelnde Punkteausbeute lag an der Unzuverlässigkeit des Wagens; so schied das Team acht Mal wegen technischer Defekte, sechs weitere Male durch Unfälle aus. Die schlechten Ergebnisse trugen dazu bei, dass der Designer des Wagens, Nick Wirth, mit Saisonende entlassen und im folgenden Jahr durch Tim Densham ersetzt wurde.

## Lackierung und Sponsoring
Der Wagen wurde im typischen Benetton-hellblau mit weißen Seitenkästen und Flügeln gehalten. Der Hauptsponsor war wie die letzten sechs Jahre Mild Seven, welche auf den Flügeln, der Nase und der Airbox warben. Auf den Seitenkästen warb mit rotem Schriftzug eine Submarke von Benetton, Playlife. Die Benetton Group selbst warb seitlich unter den Luftleitblechen, wo einzelne Elemente in dunklerem grün gehalten wurde, und auf der Motorabdeckung mit rot-gelb-grünen Querstreifen. Weitere Sponsoren waren A1, Akai, D2 Mannesmann, HP sowie Korean Air.
Bei den Rennen in Frankreich, Großbritannien und Belgien musste auf die Tabakwerbung verzichtet werden. Stattdessen wurde auf den Plätzen der Logos der Teamname Benetton platziert.

## Fahrer
Stammfahrer waren erneut Giancarlo Fisichella sowie Alexander Wurz, als Test- und Ersatzfahrer wurde der Minardi-Testfahrer von 1998 Laurent Rédon verpflichtet.

## Weitere Verwendung der Chassis
Es wurden insgesamt sieben Chassis im Verlauf der Saison hergestellt, welche alle mit der Folge B199/01 bis B199/07 durchnummeriert wurden.

## Ergebnisse
| Fahrer                          | Nr.                             | 1   | 2   | 3   | 4 | 5  | 6   | 7   | 8  | 9  | 10  | 11  | 12 | 13  | 14  | 15 | 16 | Punkte | Rang |
| ------------------------------- | ------------------------------- | --- | --- | --- | - | -- | --- | --- | -- | -- | --- | --- | -- | --- | --- | -- | -- | ------ | ---- |
| Formel-1-Weltmeisterschaft 1999 | Formel-1-Weltmeisterschaft 1999 |     |     |     |   |    |     |     |    |    |     |     |    |     |     |    |    | 16     | 6.   |
| G. Fisichella                   | 09                              | 4   | DNF | 5   | 5 | 9  | 2   | DNF | 7  | 12 | DNF | DNF | 11 | DNF | DNF | 11 | 14 | 16     | 6.   |
| A. Wurz                         | 10                              | DNF | 7   | DNF | 6 | 10 | DNF | DNF | 10 | 5  | 7   | 7   | 14 | DNF | DNF | 8  | 10 | 16     | 6.   |

| Legende  | Legende            | Legende                                                          |
| Farbe    | Abkürzung          | Bedeutung                                                        |
| -------- | ------------------ | ---------------------------------------------------------------- |
| Gold     | –                  | Sieg                                                             |
| Silber   | –                  | 2. Platz                                                         |
| Bronze   | –                  | 3. Platz                                                         |
| Grün     | –                  | Platzierung in den Punkten                                       |
| Blau     | –                  | Klassifiziert außerhalb der Punkteränge                          |
| Violett  | DNF                | Rennen nicht beendet (did not finish)                            |
| Violett  | NC                 | nicht klassifiziert (not classified)                             |
| Rot      | DNQ                | nicht qualifiziert (did not qualify)                             |
| Rot      | DNPQ               | in Vorqualifikation gescheitert (did not pre-qualify)            |
| Schwarz  | DSQ                | disqualifiziert (disqualified)                                   |
| Weiß     | DNS                | nicht am Start (did not start)                                   |
| Weiß     | WD                 | zurückgezogen (withdrawn)                                        |
| Hellblau | PO                 | nur am Training teilgenommen (practiced only)                    |
| Hellblau | TD                 | Freitags-Testfahrer (test driver)                                |
| ohne     | DNP                | nicht am Training teilgenommen (did not practice)                |
| ohne     | INJ                | verletzt oder krank (injured)                                    |
| ohne     | EX                 | ausgeschlossen (excluded)                                        |
| ohne     | DNA                | nicht erschienen (did not arrive)                                |
| ohne     | C                  | Rennen abgesagt (cancelled)                                      |
| ohne     | keine WM-Teilnahme |                                                                  |
| sonstige | P/fett             | Pole-Position                                                    |
| sonstige | 1/2/3/4/5/6/7/8    | Punktplatzierung im Sprint-/Qualifikationsrennen                 |
| sonstige | SR/kursiv          | Schnellste Rennrunde                                             |
| sonstige | *                  | nicht im Ziel, aufgrund der zurückgelegten Distanz aber gewertet |
| sonstige | ()                 | Streichresultate                                                 |
| sonstige | unterstrichen      | Führender in der Gesamtwertung                                   |